# Paul Rutherford (trombonista)
Paul Rutherford, nome alla nascita Paul William Rutherford (Greenwich, 29 febbraio 1940 – Londra, 5 agosto 2007), è stato un musicista, trombonista jazz inglese.

## Biografia
Nato a Greenwich, nel sud-est di Londra, Inghilterra, Rutherford inizialmente suonava il sassofono ma passò al trombone. Durante gli anni '60 insegnò alla Guildhall School of Music and Drama.
Nel 1970 Rutherford, il chitarrista Derek Bailey e il bassista Barry Guy formarono il gruppo di improvvisazione Iskra 1903, che durò fino al 1973. La formazione fu documentata in un doppio album degli Incus, successivamente ristampato con molto materiale aggiuntivo in un set di tre CD Chapter One (Emanem, 2000). Una colonna sonora di un film fu pubblicata separatamente come Buzz Soundtrack. Iskra 1903 fu uno dei primi gruppi di improvvisazione libera ad omettere un batterista/percussionista, permettendo ai musicisti di esplorare una gamma di trame e dinamiche che lo distinguevano da altri gruppi di improvvisazione contemporanei come SME e AMM. Il nome insolito del gruppo è la parola slava per "scintilla", che era il titolo in croato del giornale rivoluzionario Iskra edito da Lenin. La designazione "1903" significa "musica del XX secolo per trio". Occasionalmente Evan Parker suonava con il gruppo (Iskra 1904) e anche Rutherford a un certo punto riunì un gruppo di 12 elementi chiamato, inevitabilmente, Iskra 1912.
Il gruppo fu poi ripreso con Philipp Wachsmann in sostituzione di Bailey, una fase della vita del gruppo che durò dal 1977 al 1995; il suo precedente lavoro è documentato sul Chapter Two (Emanem, 2006) e le sue registrazioni finali sono state pubblicate su Maya (Iskra 1903) ed Emanem (Frankfurt 1991).
Rutherford ha anche suonato con la Globe Unity Orchestra, la London Jazz Composer's Orchestra, i Centipede, la Mike Westbrook Orchestra e The Orckestra, una fusione del gruppo avant-rock Henry Cow, della Mike Westbrook Brass Band e del cantante folk Frankie Armstrong. Ha anche suonato un numero molto limitato di concerti con i Soft Machine. È forse più famoso per le sue improvisazioni di assoli di trombone.
Rutherford morì di cirrosi e di rottura aortica il 5 agosto 2007, all'età di 67 anni.
Nel novembre 2007 al Red Rose Club nel North London si è svolto un concerto commemorativo per Rutherford, durante il quale gli amici musicisti hanno suonato free jazz. In riconoscimento del forte attaccamento di Rutherford a Cuba, che risale a un tour del 1986 che aveva intrapreso come parte della Siger Band sponsorizzata dal British Council, la sua famiglia ha donato tre tromboni e un eufonio al Music Fund for Cuba.

## Discografia

### Come leader
- The Gentle Harm of the Bourgeoisie (Emanem, 1975)
- Old Moers Almanac (Ring, 1976)
- Neuph: Compositions for Euphonium and Trombone (Sweet Folk e Country, 1978; Emanem, 2005)
- Paul Rutherford/Paul Lovens (Po Torch, 1978)
- To Fall a Victim to Ice-Cream's Charm (L'Orchestra, 1980)
- Gheim (Ogun, 1986; ristampato da Emanem nel 2004)
- Rogues (Emanem, 1996)
- Sequences 72 & 73 (Emanem, 1997)
- The First Full Turn (Emanem, 1998) con RoTToR
- Trombolenium (Emanem, 2002)
- Chicago 2002 (Emanem, 2002)
- Iskra³ (Psi, 2005)
- Hoxha (Spool, 2005)
- The Zone (Konnex, 2006)
- Solo in Berlin 1975 (Emanem, 2007)
- Tetralogy (Emanem, 2009)
- Raahe '99 (Slam, 2012)
- The Conscience (NoBusiness, 2017)
- In Backward Times (Emanem, 2017)
- Are We in Diego? (WhirrbooM!, 2018)

Con Iskra 1903
- Iskra 1903 (Incus, 1972) ristampato come Chapter One 1970-1972 (Emanem, 2000)
- Iskra Nckpa 1903 (Maya, 1995)
- Frankfurt 1991 (Emanem, 2001)
- Buzz Soundtrack (Emanem, 2002)
- Chapter Two (1981/3) (Emanem, 2006)
- Goldsmiths (Emanem, 2011)
- South on the Northern (Emanem, 2013)

### Come turnista
Con Lol Coxhill
- Instant Replay (Nato, 1983)
- Before My Time (Chabada, 1987)
- The Holywell Concert (Slam, 1990)
- Termite One (Bruce's Fingers, 1990)
- Spectral Soprano (Emanem, 2002)
- Milwaukee 2002 (Emanem, 2003)
- Out to Launch (Emanem, 2003)

Con Elton Dean
- Welcomet (Impetus, 1987)
- The Vortex Tapes (Slam, 1992)
- Elton Dean's Newsense (Slam, 1998)

Con Paul Dunmall
- The Great Divide (Cuneiform, 2001)
- Bridging (Clean Feed, 2003)
- I Wish You Peace (Cuneiform, 2004)
- Shooters Hill (FMR, 2004)

Con Globe Unity Orchestra
- Live in Wuppertal (FMP, 1973)
- Der Alte Mann Bricht...Sein Schweigen (FMP, 1974)
- Bavarian Calypso & Good Bye (FMP, 1975)
- Evidence Vol. 1 (FMP, 1976)
- Into the Valley Vol. 2 (FMP, 1976)
- Jahrmarkt & Local Fair (Po Torch, 1977)
- Pearls (FMP, 1977)
- Improvisations (Japo, 1978)
- Hamburg '74 (FMP, 1979)
- Compositions (Japo, 1980)
- Rumbling (FMP, 1991)
- Globe Unity 2002 (Intakt, 2003)
- Baden-Baden '75 (FMP, 2011)

Con Barry Guy
- Ode (Incus, 1972)
- Zurich Concerts (Intakt, 1988)
- Harmos (Intakt, 1989)
- Double Trouble (Intakt, 1990)
- Portraits (Intakt, 1994)
- Three Pieces for Orchestra (Intakt, 1997)
- Double Trouble Two (Intakt, 1998)

Con George Haslam
- 1989 and All That (Slam, 1989)
- Level Two (Slam, 1993)
- Cuban Meltdown (Slam, 2007)

Con Tony Oxley
- 4 Compositions for Sextet (CBS, 1970)
- Ichnos (RCA Victor, 1971)
- Tony Oxley (Incus, 1975)
- A Birthday Tribute: 75 years (Incus, 2013) registrato nel 1977 and 1993
- Unreleased 1974–2016 (Discus, 2022) registrato nel 1974, 1981, e 2016

Con Spontaneous Music Ensemble
- Challenge (Eyemark, 1966)
- Withdrawal (Emanem, 1997)
- Frameworks (Emanem, 2007)
- Trio & Triangle (Emanem, 2008)

Con John Stevens
- 4,4,4 (View, 1980)
- Freebop (Affinity, 1982)
- The Life of Riley (Affinity, 1984)
- A Luta Continua (Konnex, 1994)
- Blue (Culture Press, 1998)

Con Mike Westbrook
- Release (Deram, 1968)
- Marching Song (Deram, 1970)
- Mike Westbrook's Love Songs (Deram, 1970)
- Metropolis (RCA/Neon, 1971)
- Citadel & Room 315 (RCA Victor, 1975)
- Plays for the Record (Transatlantic, 1976)
- Love & Dream and Variations (Transatlantic, 1976)
- Goose Sauce (Original, 1978)

Con altri
- Maarten Altena, PISA 1980: Improvisors' Symposium (Incus, 1981)
- Han Bennink, A European Proposal (Horo, 1979)
- Berlin Contemporary Jazz Orchestra, Live in Japan '96 (DIW, 1997)
- Anthony Braxton, Trio (London) 1993 (Leo, 1993)
- John Wolf Brennan, Through the Ear of a Raindrop (Leo, 1998)
- Peter Brotzmann, The Marz Combo Live in Wuppertal (FMP, 1993)
- Peter Brotzmann, Fuck de Boere (Atavistic, 2001)
- Centipede, Septober Energy (RCA/Neon, 1971)
- Tony Coe, Le Chat Se Retourne (Nato, 1984)
- Henry Cow, Henry Cow with Mike Westbrook Brass Band and Frankie Armstrong (ReR, 2006)
- Death in Vegas, Dubs (Concrete, 1996)
- Death in Vegas, Dead Elvis (Concrete, 1997)
- Bob Downes, Crossing Borders (Reel, 2009)
- Bob Downes, New York Suite (Openian, 2011)
- Joe Gallivan, Innocence (Cadence, 1992)
- Giorgio Gaslini, Message (BASF, 1973)
- Giorgio Gaslini, Jean-Luc Ponty Meets Giorgio Gaslini (Associati, 1974)
- Peter Kowald, Peter Kowald Quintet (FMP, 1973)
- Anne LeBaron, 1, 2, 4, 3 (Associati, 2010)
- Manfred Mann's Earth Band, Solar Fire (Bronze, 1973)
- Misha Mengelberg, Groupcomposing (Instant Composers Pool, 1978)
- New Jazz Orchestra, Western Reunion London 1965 (Vocalion, 2006)
- Evan Parker, The Ericle of Dolphi (Po Torch, 1989)
- Evan Parker, Waterloo 1985 (Emanem, 1999)
- Krzysztof Penderecki, Don Cherry, Actions (Philips, 1971)
- Gilles Peterson, Impressed 2 with Gilles Peterson (Universal, 2004)
- Jon Rose, Forward of Short Leg (Dossier, 1987)
- Mario Schiano, And So On (Splasc(H) 1992)
- Mario Schiano, Used to Be Friends (Splasc(H) 1996)
- Manfred Schoof, European Echoes (FMP, 1969)
- Chris Spedding, Songs Without Words (EMI/Harvest, 2015)
- Spring Heel Jack, AMaSSED (Thirsty Ear, 2002)
- John Surman, John Surman (Deram, 1969)
- Keith Tippett, Live at Le Mans (Red Eye Music, 2007)
- Fred Van Hove, Suite for B... City (FMP, 1997)
- Alexander von Schlippenbach, The Living Music (Quasar, 1969)
- Alexander von Schlippenbach, Globe Unity 67/70 (Atavistic, 2001)
- Philipp Wachsmann, Free Zone Appleby 2006 (Psi, 2007)
- Alan Wakeman, The Octet Broadcasts 1969 and 1979 (Gearbox, 2020)
- Charlie Watts, Live at Fulham Town Hall (CBS, 1986)
- Kenny Wheeler, Music for Large & Small Ensembles (ECM, 1990)
- Norma Winstone, Edge of Time (Argo, 1972)